# 혼다 다다노부 (1852년)

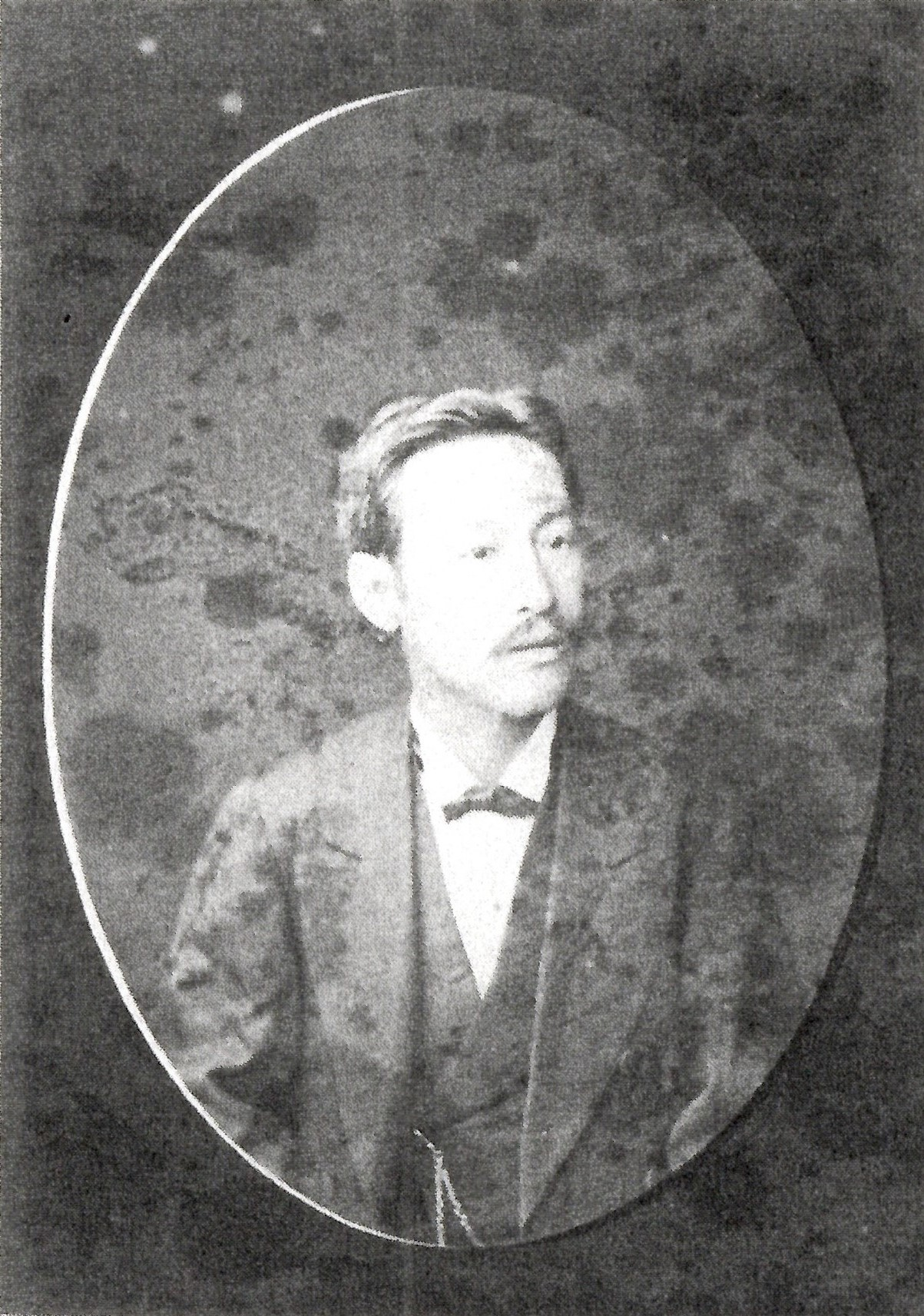
혼다 다다노부

혼다 다다노부(일본어: 本多忠伸, 1852년 ~ 1903년 3월 5일)는 이즈미번 제7대(마지막) 번주이다. 다다모치계 혼다가(忠以系本多家) 제10대 당주.
1852년 음력 1월, 혼다 다다유키(本多忠行)의 맏아들로 태어났다. 선대 번주 혼다 다다토시가 보신 전쟁에서 구막부군에 가담하여 신정부군에 대항한 죄로 1868년 음력 12월에 강제 은거 처분을 받게 되자, 양자로서 그 뒤를 이어 7대 번주가 되었다. 1869년 판적봉환 때 이즈미 번지사가 되었고, 1871년 폐번치현으로 번지사 직을 상실하였다. 1903년에 62세의 나이로 사망하였다.
| 전임 혼다 다다토시 | 제7대 이즈미번 번주 (혼다 가문) 1868년 ~ 1871년 | 후임 폐번치현 |